# 草野仁のスタジオGate J.
『草野仁のGate J.+』（くさのひとしのゲートジェー・プラス）は、グリーンチャンネルで放送されている草野仁の冠トーク番組である。2011年3月3日放送開始。2014年1月までは『草野仁のスタジオGate J.』（くさのひとしのスタジオ・ゲートジェー）と題されていた。

## 内容
タイトルの通り、東京都新橋にあるGate J.新橋を舞台に行われる公開トークショー。フリーアナウンサーで、NHKアナウンサー時代から中央競馬中継実況など、競馬に対する造詣が深い草野仁が、競馬・乗馬・馬術・馬事文化に造詣の深い著名人や関係者をゲストに迎えて、馬そのものや馬事文化全般・競馬・乗馬・馬術などのスポーツとしての馬の魅力、他スポーツ界からのゲストの場合は競馬・乗馬（馬術）とそのスポーツの文化の共通点などについてざっくばらんに語り合う。
なお、年数回はGate J.新橋以外でのロケーション（特に東京競馬場内・JRA競馬博物館や根岸森林公園内・馬の博物館で年数回行われる特別展示に関連した公開講座として）での公開収録を行う場合もある。
隔週更新となっており、1人のゲストについて前・後編の2部構成（よってゲストは月替わり）となっている。
2020年4月よりCOVID-19の感染拡大の防止の観点から大幅に変更されている。
- 4月放送分と7月放送分以降は無観客で収録を行い、5月放送分・6月放送分は過去の放送分[2]を再構成して放送した。ゲストも競馬関係者以外に限っている。

JRAの本部が日比谷フォートタワーに移転した事もあり、2021年8月31日をもってGate J.新橋は閉館され、それ以後一時期競馬博物館・馬の博物館での公開講座での収録を経て、日比谷フォートタワー内に移転したGate.J東京での収録に移行している。

## 放送日時
- 木曜日 21:30 - 22:00
- 金曜日 2:30 - 3:00（木曜深夜）
- 月曜日 15:30 - 16:00
- 火曜日 9:00 - 9:30

第1・3週木曜日 21:30の放送で更新

## ホスト
- 草野仁
- 津島亜由子

### 過去のホスト
- 梅田陽子（『中央競馬中継』関東地区パドック司会、フリーキャスター）
- 黒澤ゆりか（『中央競馬中継』関東地区パドック司会、フリーキャスター）
- 瞳ゆゆ（元宝塚歌劇団所属、フリーキャスター）

## ゲスト

### 競馬・乗馬・馬術・馬事文化関係者
- クリストフ・ルメール（中央競馬騎手）
- 藤田菜七子（中央競馬騎手）
- 友道康夫（調教師）
- 北島三郎（馬主・歌手）
- 佐々木主浩（馬主・日本プロ野球名球会理事）
- 島田明宏（JRA馬事文化賞受賞作家）
- 小牧太（中央競馬騎手）・小牧加矢太（馬術騎手→のちに中央競馬の障害競走専門騎手）
- 矢野吉彦(フリーアナウンサー・JRA馬事文化賞受賞作家)
- 長瀬智之（画家）
- 浜中俊（中央競馬騎手）
- おがわじゅり（画家、イラストレーター）
- 中村均（元JRA調教師）
- 高草操（写真家・JRA馬事文化賞）
- 藤原英昭（調教師）※自宅からリモート出演
- 持田裕之（ヒロユキ・モチダ・ナチュラルホースマンシップ代表・JRA馬事文化賞）
- 上山博康（脳外科医）
- 武豊（中央競馬騎手）
- 加藤みきこ（馬の水彩画家）
- 尾形充弘（元JRA調教師）※JRA競馬博物館で収録
- 矢作芳人（JRA調教師）
- 南井克巳（元中央競馬騎手・元JRA調教師）※JRA競馬博物館で収録
- 内藤律子（写真家）※JRA競馬博物館で収録
- 木村哲也（JRA調教師）
- 岡田敦（2023年度JRA馬事文化賞・写真家）
- 藤沢和雄（元JRA調教師）
- 安田翔伍（JRA調教師）
- 戸本一真（2024パリ五輪総合馬術団体銅メダリスト、JRA所属）
- 松田国英（元JRA調教師）

### 他スポーツ界

#### プロ野球
- 槙原寛己（元読売ジャイアンツ選手）
- 三浦大輔（元横浜DeNAベイスターズ選手（現：同チーム監督）)
- 野茂英雄（元大阪近鉄バファローズ、MLB 元ロサンゼルス・ドジャース選手）
- 吉井理人
- 桧山進次郎
- 山本昌
- 岡島秀樹
- 里崎智也（元千葉ロッテマリーンズ選手、現：野球解説者）

#### その他
- 渡辺明（将棋棋士）
- 小橋建太（プロレスラー）
- 本並健治（サッカー選手・指導者）
- 松田丈志（競泳）
- 吉村真晴（卓球選手）
- 髙藤直寿（柔道家）

### 芸能・文化人
- 眞鍋かをり
- 高橋三千綱
- 藤田弓子
- 佐藤藍子
- さとう珠緒
- 香田晋
- デーブ・スペクター
- 手嶋龍一
- 平尾昌晃
- 嶋大輔
- 内山理名
- ナイツ
- 磯山さやか
- 山崎元
- 美馬怜子
- 國廣陽子
- 今井りか
- 川島明（麒麟）
- 安田美沙子
- デンジャラス
- 梅沢富美男
- 梅内美華子
- 野村将希
- 矢崎滋
- ダイアモンド☆ユカイ
- 小堺翔太（アタック!地方競馬、中央競馬全レース中継日曜第一部司会）
- 筧美和子（2017〜18年度グリーンチャンネルイメージキャラクター）
- 藤岡弘、
- 羽佐間正雄（NHK時代の草野の上司）
- カンニング竹山
- TIM
- 田中道子（ミス・ワールド日本代表）
- かまいたち
- 田中裕二（爆笑問題）
- 松村香織
- さだまさし
- 前川清
- SEAMO
- ビタミンS
- キャプテン渡辺
- 早見和真
- 芳野友美
- 山岸伸
- 間寛平
- 小鳩ミク（BAND-MAID）
- 馳星周（小説家）
- 錦野旦
- 清水アキラ
- 天野ひろゆき（キャイ〜ン）
- 本城雅人
- 見栄晴
- 鈴木紗理奈
- 真田ナオキ
- 中瀬ゆかり※東京競馬場内にあるJRA競馬博物館で収録。
- 斎藤司（トレンディエンジェル）
- 垣花正（フリーアナウンサー）
- 相羽あいな（声優）
- 中尾隆聖（声優）※JRA競馬博物館で収録。
- 山田雅人
- ダニエルズ
- Lynn（声優）
- じゅんいちダビッドソン
- プチ鹿島
- 立川志らく（落語家）
- 谷口あさみ
- 斉藤慎二（ジャングルポケット）(競馬ブロス元準レギュラー)
- 熊切あさ美
- 三浦凪沙(サンケイスポーツレース部記者）
- 熊崎晴香（SKE48）
- 立川談春（落語家）
- シャンプーハット
- 宮城谷昌光（小説家）
- 内海崇（ミルクボーイ）※Gate J.東京で公開収録
- 鎌田菜月（SKE48）
- 朝日純一（弁護士）
- 宮島未奈（小説家）
- カベポスター
- 旭堂南鷹（講談師）
- ブルーノ・ユウキ（シンガーソングライター）
- ヒデ（ペナルティ）